# Nuctemeron
Nuctemeron, obra esotérica do Século I a.C., atribuída a Apolônio de Tiana. 

## Sobre Apolônio
A vida de Apolônio é cercada de mistério e lendas. Alguns documentos lhe atribuem vários milagres, inclusive a ressurreição de mortos. Além disso, dizia-se ter ele nascido de uma virgem e poder  transfigurar-se.
Essas semelhanças com a história de Jesus, fizeram com que, após sua morte, a nascente igreja cristã lhe atribuísse a condição de impostor e procurasse destruir sua obra e sua memória.
Se Apolônio escreveu outros livros, além de "Nuctmeron", eles foram deliberadamente suprimidos pelos cristãos, e até mesmo este não escapou de mutilações, restando apenas uma parte, reconhecida como autêntica, provavelmente preservada por "iniciados" nas sendas místicas.
"Nuctemeron" significa, literalmente, "o dia e a noite"; ou, simbolicamente, "o dia (luz) que emerge da noite (trevas)". Contem ensinamentos do mestre, dispostos como as 12 horas de um relógio (ou degraus da Alquimia), onde cada hora corresponde a uma instrução especial, cujo sentido completo pode estar velado.

## As doze horas do Nuctemeron
Primeira Hora: Na unidade, os demônios cantam as louvações de Deus, eles perdem sua malícia e sua cólera.
Segunda Hora: Pelo binário, os peixes do Zodíaco cantam os louvores de Deus, as serpentes de fogo se entrelaçam em redor do caduceu e o raio torna-se harmonioso.
Terceira Hora: As serpentes do Caduceu de Hermes se entrelaçam três vezes, Cérbero abre sua tríplice goela e o fogo canta os louvores de Deus pelas três línguas do raio.
Quarta Hora: Na quarta hora a alma volta a visitar as tumbas: é o momento em que se acendem as lâmpadas mágicas nos quatro cantos dos círculos; é a hora dos encantamentos e dos prodígios.
Quinta Hora: A voz das grandes águas canta o deus das esferas celestes.
Sexta Hora: O espírito permanece imóvel; vê os monstros infernais caminharem contra ele e não se atemoriza.
Sétima Hora: Um fogo que dá a vida a todos os seres animados é dirigido pela vontade dos homens puros. O iniciado estende a mão e os sofrimentos cessam.
Oitava Hora: As estrelas se falam, a alma dos sóis corresponde com o suspiro das flores; cadeias de harmonia fazem corresponder entre si todos os seres da natureza.
Nona Hora: O número que não deve ser revelado.
Décima Hora: É a chave do ciclo astronômico e do movimento circular da vida dos homens.
Décima primeira Hora: As asas dos gênios se agitam com um ruído misterioso; eles voam de uma esfera à outra e levam de mundo em mundo os mensageiros de Deus.
Décima segunda Hora: Aqui se realizam pelo fogo as obras da Eterna luz.

## Referência
- RIJCKENBORGH, J. van - "O Nuctemeron de Apolônio de Tiana - Editora Rosacruz (atual Pentagrama Publicações), 2004.